# Helmut Tanzmann
Helmut Tanzmann, född 18 januari 1907 i Oschatz, död 6 maj 1946, var en tysk promoverad jurist och Obersturmbannführer i SS. Han var en av de ansvariga för förintelsen i Polen.

## Biografi
I början av 1930-talet promoverades Tanzmann till juris doktor och tjänstgjorde därefter vid Sachsens finansministerium. Han inträdde 1933 i NSDAP och SA. År 1936 gick han från SA över till SS, där han uppnådde tjänstegraden Obersturmbannführer 1941. Efter andra världskrigets utbrott 1939 var han chef för Gestapo i Danzig. I augusti 1941 upprättades distriktet Galizien i Generalguvernementet, den del av Polen som inte inlemmades i Tyska riket. Tanzmann utsågs då till kommendör för Sicherheitspolizei (Sipo) och Sicherheitsdienst (SD) i Galizien, där han gav order om att tusentals judar skulle arkebuseras. Bland annat sköts omkring 1 000 judar i Stryj den 1 september 1941. När Operation Reinhard, kodnamnet för förintelsen av Generalguvernementets judiska befolkning, hade inletts 1942 var Tanzmann ansvarig för deportationerna av judar till förintelselägret Bełżec.
Efter att ha gjort sig skyldig till förskingring förflyttades Tanzmann till Frankrike, där han i tur och ordning var kommendör för Sipo och SD i Montpellier, Marseille och Vichy. Där organiserade han judedeportationer samt vidtog repressiva åtgärder mot den franska motståndsrörelsen. I andra världskrigets slutskede beklädde han motsvarande post i Narvik i Norge. I maj flydde Tanzmann i ubåt till Skottland, där han greps av brittiska myndigheter. Tanzmann begick självmord i fångenskap.